# 莱戈雷塔
莱戈雷塔（西班牙語：Legorreta）是西班牙巴斯克自治区吉普斯夸省的一个市镇。总面积9平方公里，总人口1351人（2001年），人口密度150人/平方公里。